# Ses Païsses
Ses Païsses és un poblat talaiòtic al municipi d'Artà. És dels més complets i ben conservats de Mallorca, en aquest poblat destaca la gran murada ciclòpia, que conserva tot el perímetre de 320 metres i la seva espectacular porta monumental, que s'ha convertit en un dels símbols de la prehistòria de Mallorca.

## Característiques i cronologia
Ses Païsses és un poblat prehistòric que va ser habitat des de 1100 aC fins a l'any 50 dC. Ocupa una superfície el·líptica de 13.500 m² de planta, envoltat per una murada de 320 metres de diàmetre que es va construir entre 640 i 540 aC.
Està localitzat sobre un turó suau ocupant una posició central dins l'avall d'Artà, i devia dominar un ample territori que limitava amb el dels poblats de Sos Sastres cap a l'est, el de Sa Badeia cap al nord, el de Son Sureda cap al nord-oest i el de s'Auma Vell cap al sud-oest. Fou declarat monument historicoartístic l'any 1946.
El poblat es configura al voltant d'un talaiot o turriforme central, entorn del qual es desenvolupen diversos cercles d'habitatges i edificis d'ús social. Els primers a construir-se, adossats a les parets del talaiot, eren petites estances de forma arronyonada, com la 3 i la 5. n una segona corona hi ha habitacions més grans de planta quadrangular, com la 8 i la 9, i més cap a fora, edificis més grans i complexos com el 25 i el 10.
Al llarg dels més de mil anys d'història les construccions es van abandonant i reconstruint, i passen períodes d'abandonament i de re-ocupació, que les excavacions en curs ens ajuden a interpretar.

## Context històric
Durant la transició del segon al primer mil·lenni aC es donen una sèrie de canvis a les societats prehistòriques de Mallorca que marquen el pas entre el pretalaiòtic i el talaiòtic.
S'abandonen les aldees de poblament dispers, on dominen les navetes, que són estructures d'habitació, i es creen assentaments agrupats. Aquests nous poblats talaiòtics es veuen dotats d'arquitectura social i d'arquitectura domèstica. Els talaiots són els edificis centrals dels poblats i s'utilitzen amb finalitats socials i comunitàries. Al seu voltant es construeixen els habitatges.
La població talaiòtica viu de forma igualitària i pacífica amb la resta de comunitats. La seva economia es basa en la ramaderia de cabres, ovelles, bous i porcs, el cultiu de cereals i l'aprofitament dels recursos silvestres.
En l'època talaiòtica se segueix produint ceràmica sense l'ús del torn, objectes de pedra i d'os. Se segueix practicant la metal·lúrgia del coure, del bronze i, per primera vegada, la del ferro.
A mitjan primer mil·lenni aC, hi comencen a haver canvis socioeconòmics que marquen la transició del talaiòtic al posttalaiòtic o període baleàric. El possible augment de la població a l'illa durant aquest moment provoca un increment de la competència pels recursos naturals. Aquesta situació dona lloc a disputes entre comunitats i a l'aixecament de les muralles que envolten els poblats.
El comerç amb l'exterior és creixent i estimula que determinades classes socials augmentin el seu poder i afavoreixin les desigualtats socials.
Els enterraments a l'època posttalaiòtica evidencien les esmentades desigualtats ateses les diferències qualitatives i quantitatives dels aixovars. Les pràctiques funeràries i rituals es diversifiquen i es construeixen els santuaris.
En l'àmbit tecnològic, apareixen noves formes en la ceràmica, la metal·lúrgia del bronze continua, augmenta la del ferro i comencen a aparèixer objectes de plom.
El contacte amb altres civilitzacions és molt intens. De fet, els talaiòtics balears apareixen documentats com a mercenaris dels exèrcits púnics i els foners participen en els conflictes que hi ha aleshores en el Mediterrani.
El 123 aC es produeix la conquesta romana de les Illes Balears. La major part dels poblats indígenes no es veuen afectats per la nova situació política i per la construcció de Palma i de Pollentia. És en el s. I dC quan es produeix la migració del camp a la ciutat o als nous establiments rurals, les explotacions agropecuàries.

## Murada i portes
La murada es va construir entre el 640 i el 540 aC. La seva forma és el·líptica i té un perímetre de 320 metres que delimita una superfície d'11,5 ha. La seva altura màxima és de 3,5 metres i la seva amplària és de 3,6 metres. El mur està format per dos paraments i reble intern.
El parament exterior està constituït per grans blocs col·locats damunt un sòcol de lloses planes. Alguns d'aquests blocs poden arribar a fer fins a vuit tones. El parament interior està compost per filades irregulars de blocs escairats de dimensions més petites.

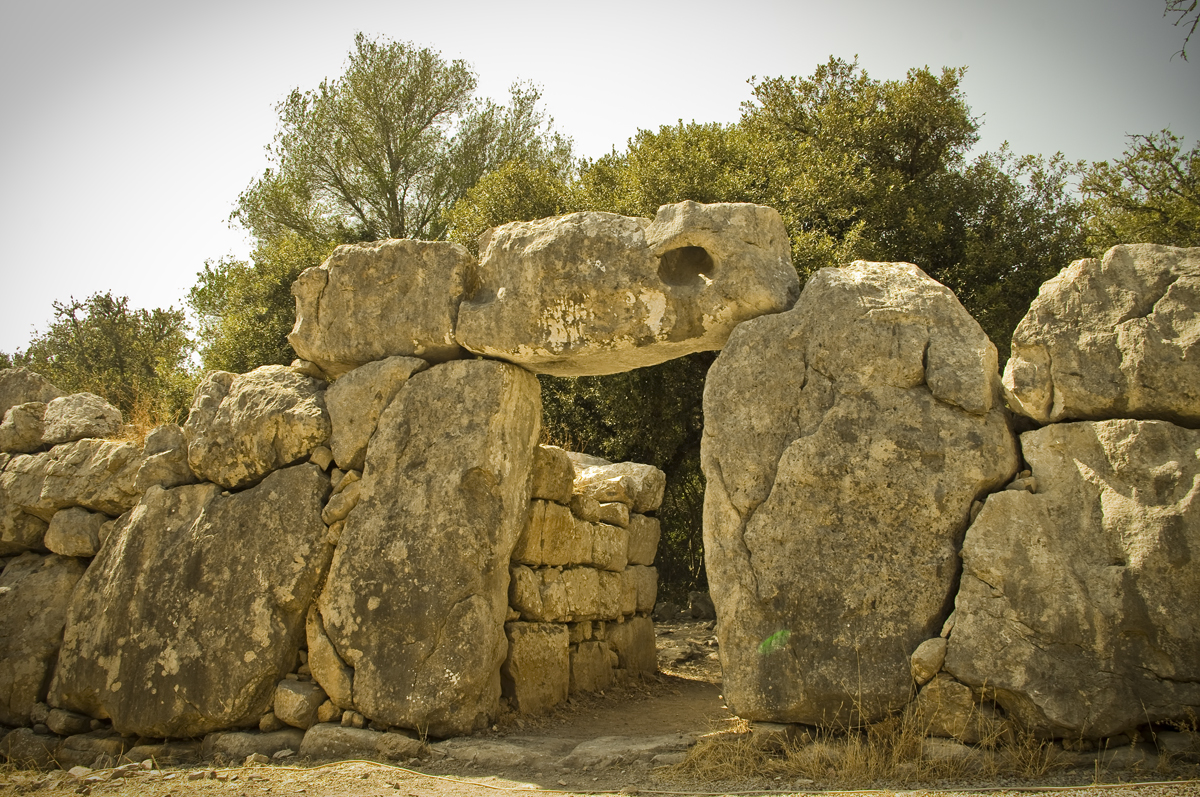

S'han localitzat 3 portes d'accés al poblat, al sud-est és la més monumental i la millor conservada, la del nord-oest conserva el corredor però no la llinda ni els brancals, i la del sud és la denominada per Lilliu "Puerta del Aqua". Estaven construïdes amb blocs verticals que formen els brancals, i un altre al damunt que forma la llinda. El corredor té uns 4,3 metres de llargària. Estava cobert per grans lloses, i pavimentat amb pedra, disposant d'una canal per treure les aigües.
Per la banda interior de la murada es poden veure les escales d'accés a la part superior de la murada. Aquestes escales estan situades de forma simètrica a esquerra i dreta del portal. La del sud conserva quatre escalons i la del nord tres, que tenien uns 80 centímetres d'amplada.

### Funció i significat de les murades talaiòtiques
La construcció d'unes murades tan monumentals té una evident utilitat defensiva, es tracta de protegir les persones que habiten el poblat i que exploten un territori, però també de protegir els seus béns de consum i d'intercanvi. Expressa alhora l'arrelament d'una comunitat en un territori, enfront de grups indígenes veïns, i molt prest front als agents colonials. La construcció de les murades és també una operació de caràcter polític i simbòlic, definidor d'una comunitat contra altres, en certa manera una funció d'ostentació.
L'augment demogràfic, la intensificació de l'ocupació del territori, que frega el seu sostre ecològic amb relació a la tecnologia i les estratègies de producció existents a les hores, expliquen aquestes construccions com també el fet de buscar recursos externs mitjançant els mercenaris dels foners, o el corsarisme i la pirateria.

## Talaiot central
El talaiot central sembla l'element primigeni entorn del qual es va anar desenvolupant el Poblat Talaiòtic de Ses Païsses. la seva data de construcció podria estar entorn del 1100 aC. Es tracta d'un turriforme d'uns 12 metres de diàmetre i una alçada màxima conservada de 4 metres, amb una petita cambra interior de 7 m² sense columna. Està situat quasi al centre del poblat sobre una petita elevació natural que encara realça la seva pròpia alçada i el converteix en una fita visual i simbòlica.

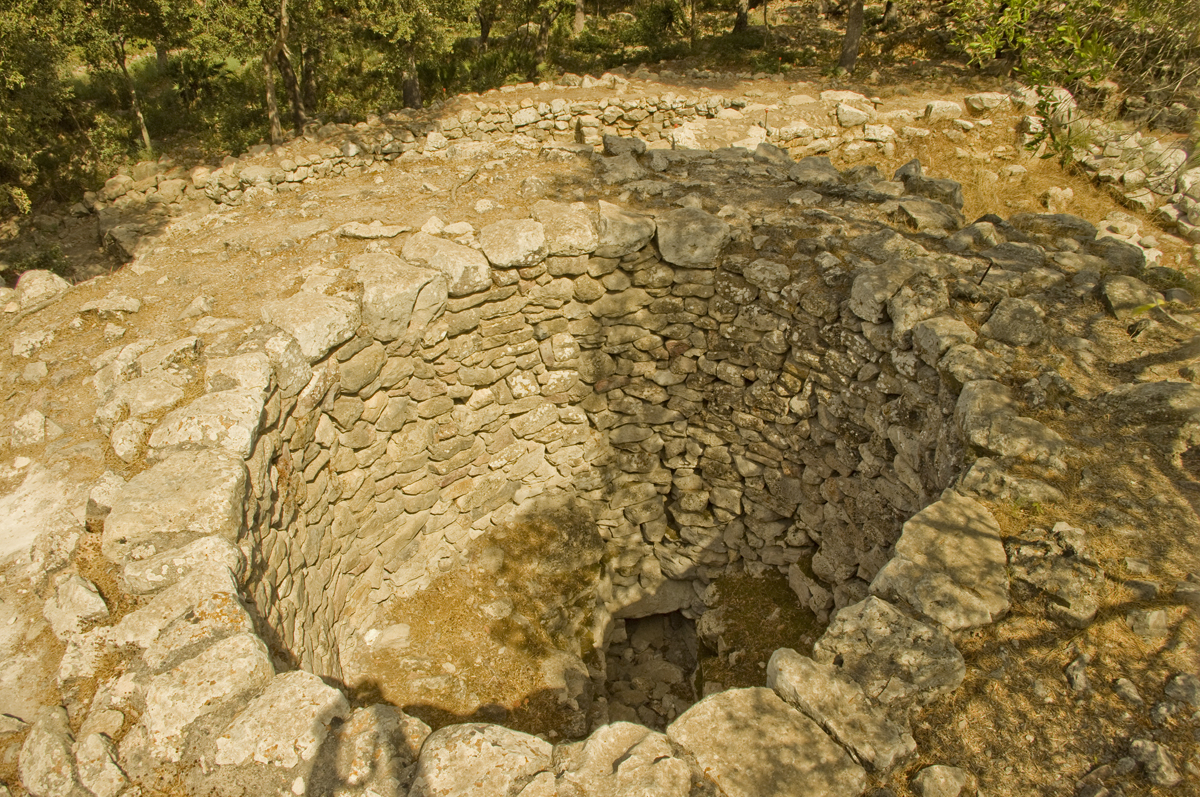
Talaiot central de Ses Païsses

Els murs exteriors adopten una forma esglaonada, com a contraforts que l'envolten parcialment excepte a la zona de les portes.
Quant a la coberta es dedueix que devia estar formada per bigues de fusta.
Les portes d'entrada al talaiot central són de petites dimensions, sols 75 cm d'alçada, la qual cosa no permetia l'entrada d'una persona adulta dempeus. L'entrada oest dona a l'exterior del talaiot, mentre que l'entrada est, dona a l'interior de la sala hipòstila i estan comunicades per un corredor que travessa el talaiot i algunes petites dependències annexes.
L'interior del talaiot central està format per una petita cambra interior d'uns 7 m² de superfície al fons de la qual discorre un passadís que comunica les dues portes d'entrada. Aquest passadís està flanquejat per dos contraforts que donen solidesa al parament interior de l'edifici.
Es creu que el talaiot devia tenir una funció simbòlica i ritual més que funcional, ja que les seves característiques no el fan apte ni com a defensa, ni com habitatge, i tampoc no s'hi han trobat restes que permetin parlar d'una funció com magatzem. La comunicació amb la Sala Hipòstila reforça aquesta hipotètica funció ritual, que podria estar relacionada amb el sacrifici col·lectiu d'animals i altres tasques ritualitzades.

## Sala hipòstila

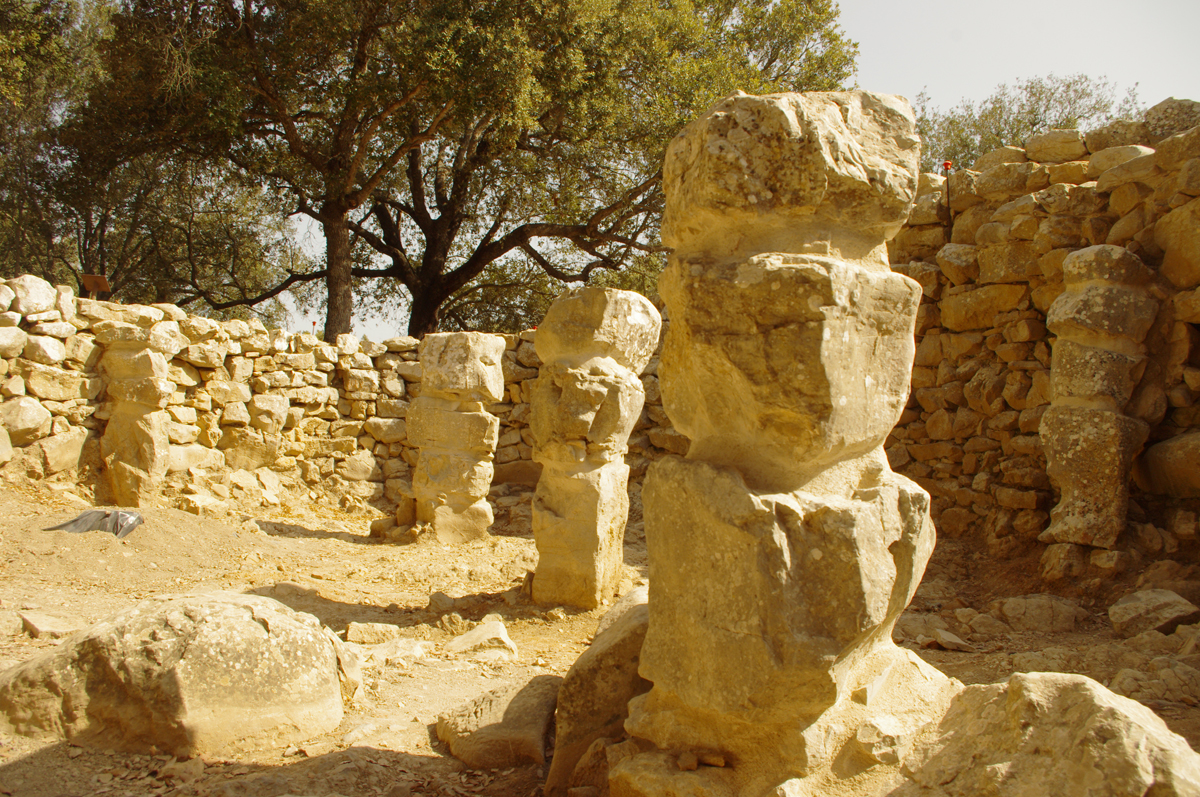
Sala hipòstila

L'anomenada sala hipòstila és a l'est del talaiot. Està connectada amb el talaiot a través d'un corredor i d'una petita porta. Aquesta sala té planta absidal i en el seu interior s'observen un total de 7 pilastres contra les parets i 3 columnes exemptes.
Per les restes trobades, sembla que aquest edifici va tenir un ús social. Possiblement es dedicà a alguna activitat econòmica comunitària, com ara la molta de cereals o el sacrifici col·lectiu d'animals. Quan l'edifici ja estava enrunat, s'excavà en el sediment que reblia l'entrada una sepultura que contenia un jove d'uns 17 anys en posició fetal
Sembla que es construí en època talaiòtica i s'abandonà durant la transició cap al posttalaiòtic, al voltant del 500 aC.
En el seu interior han aparegut una plataforma, un banc i un petit aljub. Entre els materials mobles, hi destaca la presència de molins barquiformes, de ceràmica domèstica modelada a mà i de restes alimentàries com ossos i petxines.